# Маркс, Адольф Фёдорович

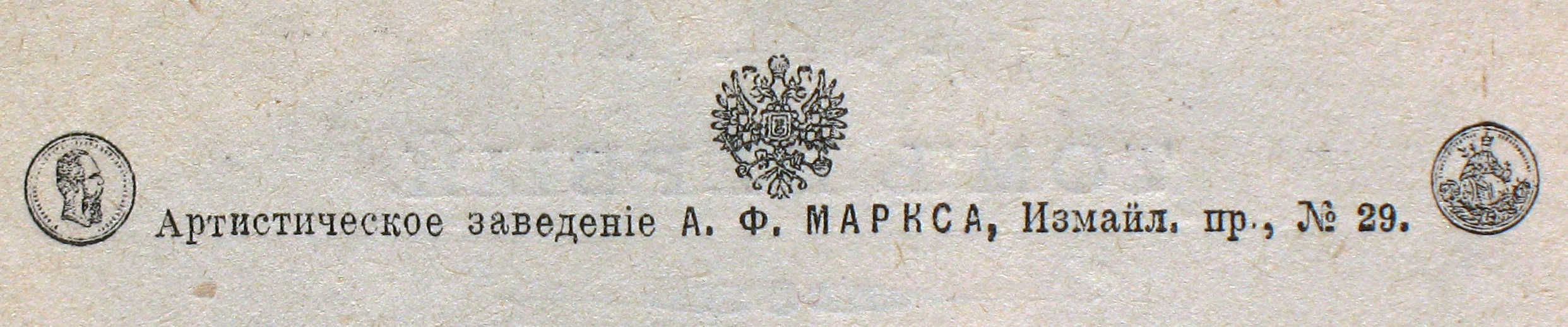
Фирменный знак «артистического заведения» (фотоателье) издательства Маркса, где выполнялись портреты известных людей для журнала «Нива» и издаваемых книг, 1903 год

Адо́льф Фёдорович Маркс (нем. Adolf Marx; 2 февраля 1838, Штеттин — 22 октября [4 ноября] 1904, Санкт-Петербург) — русский книгоиздатель и педагог, собиратель народных песен. В 1859 году переехал в Россию. Основатель издательства (1869), позднее — акционерного общества «Товарищество издательского и печатного дела А. Ф. Маркс». Издатель иллюстрированного журнала для семейного чтения «Нива» (1870—1918). Потомственный дворянин.

## Биография
Родился 2 февраля 1838 года в Штеттине (ныне — Щецин), в семье фабриканта башенных часов. По окончании коммерческого училища работал приказчиком в книжной торговле.
В 1859 году переехал в Россию, пять лет проработал у книготорговца Ф. Битепажа, а в 1863 году перешёл к М. О. Вольфу. В 1864—1869 годах он преподавал иностранные языки, служил письмоводителем в правлении Петербурго-Варшавской железной дороги.
В 1869 году А. Ф. Маркс издал первые книги: «Статистическая таблица государств и владений всех частей света» и «Кумыс. Его физиологическое и терапевтическое действие» Э. Штальберга.
С 1870 года Маркс выпускал основанный им и первый в России массовый иллюстрированный еженедельный журнал «для семейного чтения» — «Нива». В журнале публиковались очерки географического и исторического характера, популярные статьи «по наукам и искусству», по вопросам медицины и тому подобному. В разделе беллетристики публиковались переводные романы, повести, также печатались и произведения русских писателей. Особый интерес читателей вызывали фотокорреспонденции о важнейших мировых событиях и репродукции с картин выдающихся художников. Одним из первых Маркс стал широко применять технику политипажа, когда в одном издании применялись сразу несколько техник печати и иллюстрирования.
С 1871 года Маркс начал практиковать рассылку в качестве приложения к «Ниве» журнал «Парижские моды», а с сентября 1879 года стал выпускать бесплатные приложения к «Ниве» — картины, портреты, календари и так далее. С 1894 года бесплатными приложениями к «Ниве» стали систематически выходить собрания сочинений крупнейших русских и зарубежных писателей. Вначале издатель публиковал авторов, после смерти которых прошло не менее 50 лет — в этом случае отпадала необходимость в выплате авторского гонорара: например, среди таких авторов были Д. Фонвизин, И. Кольцов, И. Полежаев, Екатерина II и другие. В дальнейшем, упрочив своё финансовое положение, Маркс получил возможность приобретать права и у наследников классиков. Такая издательская политика принесла свои плоды: подписка на журнал возросла до 250 тысяч экземпляров и благодаря своей дешевизне издания А. Ф. Маркса распространялись по русской провинции невиданными прежде тиражами.
Собственную типографию А. Ф. Маркс построил и открыл в 1896 году в Санкт-Петербурге на Измайловском проспекте, д. 29; в ней в две смены работали 700 рабочих. В 1924 году типографии было присвоено имя её работницы, юной коммунарки Евгении Соколовой.
В числе изданий фирмы — выпущенные в качестве приложений или самостоятельно собрания сочинений и отдельные произведения М. В. Ломоносова, В. А. Жуковского, М. Ю. Лермонтова, А. С. Грибоедова, Н. В. Гоголя, И. А. Гончарова, Ф. М. Достоевского, И. С. Тургенева, М. Е. Салтыкова-Щедрина, Н. С. Лескова, А. П. Чехова, А. А. Фета, Ж. Б. Мольера, Г. Ибсена, М. Метерлинка и других, прекрасно оформленные «Фауст» И. В. Гёте и «Потерянный рай» Дж. Мильтона. Издавались также книги по естествознанию, искусству, подарочные иллюстрированные издания большого формата — «Мёртвые души» Н. В. Гоголя (1900), «Лис Патрикеевич» И. В. Гёте (1901), «История искусств» П. П. Гнедича и другие. Наряду с книгами Маркс выпускал и картографические издания: «Большой всемирный настольный атлас», «Всеобщий географический и статистический карманный атлас» и другое.
Умер 22 октября (4 ноября) 1904 года в Санкт-Петербурге. Похоронен в Санкт-Петербурге на Новодевичьем кладбище. По завещанию владельца после его смерти издательство было преобразовано в акционерное общество «Товарищество издательского и печатного дела А. Ф. Маркс». В 1914 году большую часть паев приобрёл известный издатель И. Д. Сытин. В 1917 году оно прекратило своё существование, но некоторое время книги с его маркой стереотипно продолжали издавать советские издательства «Наркомпрос» и «Госиздат».

## Адреса в Петербурге
- 1891—1901 — Конногвардейский бульвар, 3[9].
- 1901—1904 — набережная реки Мойки, 75.